# Peter Berger (Ruderer)

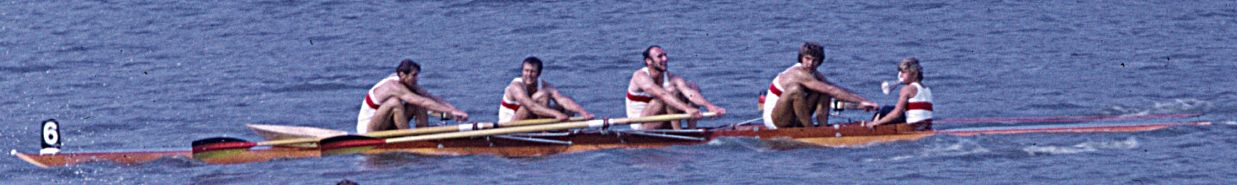
Peter Berger (zweiter von rechts) im Jahr 1971

Peter Berger (* 16. Oktober 1949 in Konstanz) ist ein ehemaliger deutscher Ruderer.
1967 war Peter Berger zusammen mit Niko Ott Deutscher Meister im Zweier mit Steuermann. Bei der Vorolympischen Regatta in Mexiko-Stadt saß er im siegreichen Vierer mit Steuermann und im Achter.
Bei den Olympischen Spielen 1968 trat er im Vierer mit Steuermann an zusammen mit Niko Ott, Udo Brecht, Hans-Johann Färber und Steuermann Stefan Armbruster. Als Fünfte des ersten Halbfinales konnte sich das Team nicht für das Finale qualifizieren. Zum kleinen Finale trat man nicht an, weil zwei Ruderer erkrankt waren. Niko Ott sprang für den ebenfalls erkrankten Roland Boese im Achter ein und wurde Olympiasieger.
1969 wurde der Vierer mit Steuermann neu besetzt und Peter Berger als der kräftigste der Kandidaten wurde zum Schlagmann bestimmt. Neben Hans-Johann Färber saßen Gerhard Auer und Alois Bierl im Boot. Wegen der großen Kraftwerte der vier Ruderer wurden sie als der Bullenvierer bekannt. Mit Steuermann Stefan Voncken wurden die vier 1969 Europameister und 1970 Weltmeister. 1971 verteidigte das Boot mit Steuermann Uwe Benter seinen Europameistertitel. 
Für den Gewinn des Europameisterschaftstitels erhielten er und sein Team am 27. Februar 1970 das Silberne Lorbeerblatt.
Das seit Jahren ungeschlagene Boot war haushoher Favorit für die Olympischen Spiele 1972 in München. Am 2. September war die Regattastrecke in Oberschleißheim ausverkauft, doch der Andrang von Besuchern ohne Eintrittskarte war so groß, dass die Zäune nicht standhielten. Der Bullenvierer gesteuert von Uwe Benter gewann die erwartete Goldmedaille sicher vor den Booten aus der DDR und der Tschechoslowakei, es sollte das einzige Rudergold für die Bundesrepublik 1972 bleiben. 
Nach den Olympischen Spielen trennte sich die Besatzung und nur Hans-Johann Färber war auch noch bei den Olympischen Spielen 1976 dabei.